# نوشیوند
نوشیوند، روستایی در دهستان شیوند بخش قارون شهرستان دزپارت در استان خوزستان ایران است. این روستا، مرکز دهستان شیوند است.
در تاریخ ۲۷ تیر ۱۴۰۰، روستاهای شیوند و پشت‌آسیاب با این روستا ادغام شدند و به عنوان روستای نوشیوند شناخته شدند.

## جمعیت
بر پایه سرشماری عمومی نفوس و مسکن در سال ۱۳۹۵، جمعیت این روستا برابر با ۸۹۲ نفر (۲۰۸ خانوار) بوده است.